# World Masterpiece Theater
Театр мировых шедевров (яп. 世界名作劇場 Сэкай мэйсаку гэкидзё:) — серия аниме, снятых по как известным, так и не очень, классическим произведениям.

Обложка аниме «Фландрийский пёс».

Первоначально снималась на студии Mushi Production и Zuiyo Eizo, а затем на Nippon Animation. В обоих случаях, серия выходила в эфир первую очередь на Fuji Television. Над некоторыми сериями работали Хаяо Миядзаки и Исао Такахата.

## История
В коллекции «Театра мировых шедевров» были выпущены 23 сериала, начиная от сериала «Фландрийский пёс» вышедшего в 1975 году, заканчивая сериалом «Бездомная девочка Реми» в 1997 году.
После успеха «Хайди — девочка Альп» Исао Такахаты и Хаяо Миядзаки, студия Nippon Animation решила организовать долговременный проект по адаптации в качестве аниме детских произведений, популярных на Западе. Спонсором проекта первоначально являлась компания Calpis. После отхода Calpis от дела, серия продолжала приносить Nippon Animation стабильный доход в 1970-х и 1980-х годах, но компания начала испытывать трудности: показ Famous Dog Lassie (1996) был приостановлен, это аниме сменилось на «Бездомную девочку Реми» (1996—1997), сюжет которого был чрезвычайно далёк от первоисточника и тем самым искажал основную идею «Театра мировых шедевров». Выпуск «Театра» был приостановлен. На протяжении нескольких лет после этого старые сериалы издавались на видео и DVD.
Nippon Animation возобновили серию в 2007 году с сериала «Отверженные: Козетта», премьера которого состоялась на BS Fuji 7 января 2007 года, затем сериал «Долгое путешествие Порфи», впоследствии показанного на том же канале с 6 января 2008, что делает его 25-м сериалом «Театра мировых шедевров». Самым последним и 26 сериалом стал «Здравствуй, Аня! Что было до Зелёных Крыш» 2009 года, снятый по мотивам романа «Что было до Зелёных Крыш».
Серия была известна под разными именами на протяжении многих лет, «World Masterpiece Theater» («Театр мировых шедевров») — название, наиболее часто используемое зрителями. Некоторые сериалы были официально доступны для онлайн-просмотра на сайте Yahoo! Japan. Стоимость просмотра составляет 300 иен за первую серию каждого аниме, 500 иен — за пять серий. «Театр мировых шедевров» способствовал популяризации аниме в Европе: именно через эти сериалы аниме проникло в Европу, в отличие от США, где наибольшую известность приобрели Robotech, Akira и Pokemon. В отличие от Европы, в России из всей серии «Шедевров» были дублированы и показаны лишь «Флона на чудесном острове», «Приключения Тома Сойера» и «Приключения Питера Пэна».

## Сериалы

### До Nippon Animation
Формально эти сериалы не входят в World Masterpiece Theater.
Calpis Comic Theater (1969—1974)
- Дороро и Хякимару (яп. どろろと百鬼丸 Dororo to Hyakimaru, 1969)
- Муми-тролли (яп. ムーミン Му:мин, 1969 - 1970)
- Anderson Monogatari (яп. アンデルセン物語 Андэрусэн моногатари, 1971)
- Новые Муми-тролли (яп. 新 ムーミン син му:мин, 1972)
- Rocky Chuck the Mountain rat (яп. 山ねずみ ロッキーチャック Яма нэдзуми рокки: тякку, 1973)
- Хайди — девочка Альп (яп. アルプスの少女ハイジ Арупусу но сё:дзё хайдзи, 1974)

### Nippon Animation
Calpis Children’s Theater (1975—1977)
- Фландрийский пёс (яп. フランダースの犬 Фуранда:су но ину, 1975)
- 3000 лиг в поисках матери (яп. 母をたずねて三千里 Haha o Tazunete Sanzen Ri, 1976)
- Енот по имени Раскал (яп. あらいぐまラスカル Арайгума Расукару, 1977)

Calpis Family Theater (1978)
- История Перрин (яп. ペリーヌ物語 Пэри:ну Моногатари, 1978)

World Masterpiece Theater (1979—1985)
- Энн из Зеленых Крыш (яп. 赤毛のアン Акагэ но Ан, 1979)
- Приключения Тома Сойера (яп. トム・ソーヤーの冒険 Тому со:я: но бо:кэн, 1980)
- Флона на чудесном острове (яп. 家族ロビンソン漂流記 ふしぎな島のフローネ кадзоку робинсон хё:рю:ки фусиги на сима но фуро:нэ, 1981)
- Южная радуга Люси (яп. 南の虹のルーシー Минами но нидзи но рю:си:, 1982)
- Альпийская история: Моя Аннетт (яп. わたしのアンネット Ватаси но Аннэтто, 1983)
- Катри - девочка с лугов (яп. 牧場の少女カトリ Макиба но сё:дзё катори, 1984)
- Маленькая принцесса Сара (яп. 小公女セーラ Сёко:дзё: Сэ:ра, 1985)

House Foods World Masterpiece Theater (1986—1993)
- Поллианна (яп. 愛少女ポリアンナ物語 Ай сё:дзё порианна моногатари, 1986)
- Маленькие женщины (яп. 愛の若草物語 Ай но вакакуса моногатари, 1987)
- Маленький лорд Фаунтлерой (яп. 小公子セディ Сё:ко:си сэди, 1988)
- Приключения Питера Пэна (яп. ピーターパンの冒険 Пи:та: Пан но бо:кэн, 1989)
- Длинноногий папочка (яп. 私のあしながおじさん Ватаси но асинага одзисан, 1990)
- Семья певцов фон Трапп (яп. トラップ一家物語 тораппу икка моногатари, 1991)
- Буш-бэйби - маленький ангел Больших Равнин (яп. 大草原の小さな天使 ブッシュベイビー дайсо:гэн но тиисана тэнси буссю бэйби:, 1992)
- Маленькие женщины 2 (яп. 若草物語 ナンとジョー先生 Вакакуса Моногатари: Нан то Дзё:сэнсэй, 1993)

World Masterpiece Theater (1994—1997)
- Тико и Нанами (яп. 七つの海のティコ Нанацу но уми но тико, 1994)
- Голубые небеса Ромео (яп. ロミオの青い空 Ромио но аой сора, 1995)
- Славный пёс Лэсси (яп. 名犬ラッシー мэйкэн расси:, 1996)
- Бездомная девочка Реми (яп. 家なき子レミ Иэ наки ко рэми, 1996—1997)

House Foods World Masterpiece Theater (с 2007 года)
- Отверженные: Козетта (яп. レ・ミゼラブル 少女コゼット рэ мидзэрабуру сё:дзё Кодзэтто, 2007)
- Долгое путешествие Порфи (яп. ポルフィの長い旅 Поруфи но нагай таби, 2008)
- Здравствуй Аня! Что было до Зелёных Крыш (яп. こんにちは アン Коннитива Ан ~ Бифо Гурин Гэйбурусу, 2009)